# Lydia Lopokova
Lydia Lopokova (en russe : Лидия Васильевна Лопухова, Lidia Vassilievna Lopoukhova), baronne Keynes, née à Saint-Pétersbourg le 21 octobre 1892 et morte à Seaford le 8 juin 1981, était une célèbre danseuse étoile russe du début du XXe siècle. On la connaît aussi en tant que Lady Keynes, l'épouse de l'économiste John Maynard Keynes, premier Baron de Tilton.

## Biographie
Lydia Lopokova est né à Saint-Pétersbourg, où son père était ouvreur de théâtre. Ses quatre enfants devinrent tous danseurs et l'un d'eux, Fedor Lopoukhov, fut maître de ballet au Théâtre Mariinsky à trois reprises, entre 1922 et 1956.
Lydia fut formée à l'école impériale de la danse. Elle quitta la Russie en 1910 pour rejoindre d'abord les Ballets russes de Serge de Diaghilev, mais elle n'y resta que le temps de se faire remarquer dans L'Oiseau de feu et, après la tournée d'été, partit pour les États-Unis où elle demeura six ans. Elle revint chez Diaghilev en 1916, dansant avec les Ballets russes et son ancien partenaire, Vaslav Nijinski, à New York, puis à Londres. Elle commença à attirer l'attention des Londoniens dans The Good-Humoured Ladies en 1918, puis connut un retentissant succès avec Léonide Massine dans le cancan de La Boutique fantasque (1919).
Quand son mariage avec l'homme d'affaires Randolfo Barrochi fut rompu en 1919, elle disparut subitement, mais décida de rejoindre la troupe de Diaghilev une seconde fois en 1921 et y dansa la Fée des Lilas et la Princesse Aurore dans La Belle au bois dormant de Tchaïkovski. C'est au cours de ces années qu'elle se lia d'amitié avec Igor Stravinsky et Pablo Picasso, qui l'a peinte de nombreuses fois.
À Londres, elle fit la connaissance de son futur époux, John Maynard Keynes. Ils se marièrent en 1925, une fois qu'elle eut obtenu son divorce de son précédent mariage avec Barrochi. Bien que Keynes fût très engagé dans le Bloomsbury Group, la plupart des autres membres, comme Vanessa Bell, sa sœur Virginia Woolf et Lytton Strachey, n'acceptèrent jamais vraiment Lydia comme l'une des leurs, même si elle était une amie de Thomas Stearns Eliot. Lopokova est représentée comme Terpsichore, la muse de la danse, dans L'Éveil des Muses, une mosaïque de la National Gallery de Londres, réalisée en 1933 par Boris Anrep.
Elle s'impliqua dans les premiers temps du ballet anglais, parut sur scène à Londres et à Cambridge en 1928, dansa notamment dans Façade de Frederick Ashton (1931) et dans Coppélia avec le Vic-Wells Ballet, et participa à des radiodiffusions de la BBC invitée par Guy Burgess, un des Cinq de Cambridge. Elle dansa également dans le film Dark Red Roses de Sinclair Hill (1929), le premier film parlant anglais, et dans The Selfish Giant d'après Oscar Wilde.
Elle vécut avec Keynes à Londres, Cambridge et à Tilton, près de Firle dans le Sussex jusqu'à la mort de ce dernier en 1946, et par la suite continua de vivre aux mêmes endroits, quoiqu'elle eût en grande partie quitté la vie publique. Elle mourut en 1981, à l'âge de quatre-vingt-huit ans.